# Гаетано Берарді
Гаетано Берарді (італ. Gaetano Berardi, нар. 21 серпня 1988, Соренго) — швейцарський футболіст, захисник клубу «Беллінцона».
Виступав, зокрема, за клуби «Брешія» та «Лідс Юнайтед», а також національну збірну Швейцарії.

## Клубна кар'єра
Народився 21 серпня 1988 року в місті Соренго. Вихованець юнацьких команд футбольних клубів «Малькантоне Аньйо», «Лугано» та «Брешія».
У дорослому футболі дебютував 2006 року виступами за команду «Брешія», в якій провів шість сезонів, взявши участь у 112 матчах чемпіонату. 
Протягом 2012—2014 років захищав кольори клубу «Сампдорія».
Своєю грою за останню команду привернув увагу представників тренерського штабу клубу «Лідс Юнайтед», до складу якого приєднався 2014 року. Відіграв за команду з Лідса наступні сім сезонів своєї ігрової кар'єри. Більшість часу, проведеного у складі «Лідс Юнайтед», був основним гравцем захисту команди.
Протягом 2022 року захищав кольори клубу «Сьйон».
До складу клубу «Беллінцона» приєднався 2022 року. Станом на 2 липня 2022 року відіграв за команду з Беллінцони 14 матчів в національному чемпіонаті.

## Виступи за збірні
У 2005 році дебютував у складі юнацької збірної Швейцарії (U-18), загалом на юнацькому рівні взяв участь у 10 іграх.
Протягом 2008–2010 років залучався до складу молодіжної збірної Швейцарії. На молодіжному рівні зіграв у 20 офіційних матчах.
У 2011 році дебютував в офіційних матчах у складі національної збірної Швейцарії.
| Дата      | Місто | Господарі   | Результат | Гості     | Турнір           | Голи | Примітки |
| --------- | ----- | ----------- | --------- | --------- | ---------------- | ---- | -------- |
| 10-8-2011 | Вадуц | Ліхтенштейн | 1 – 2     | Швейцарія | товариський матч | -    | 83'      |
| Усього    |       | Матчів      | 1         |           | Голів            | 0    |          |